# Grunnebo hed

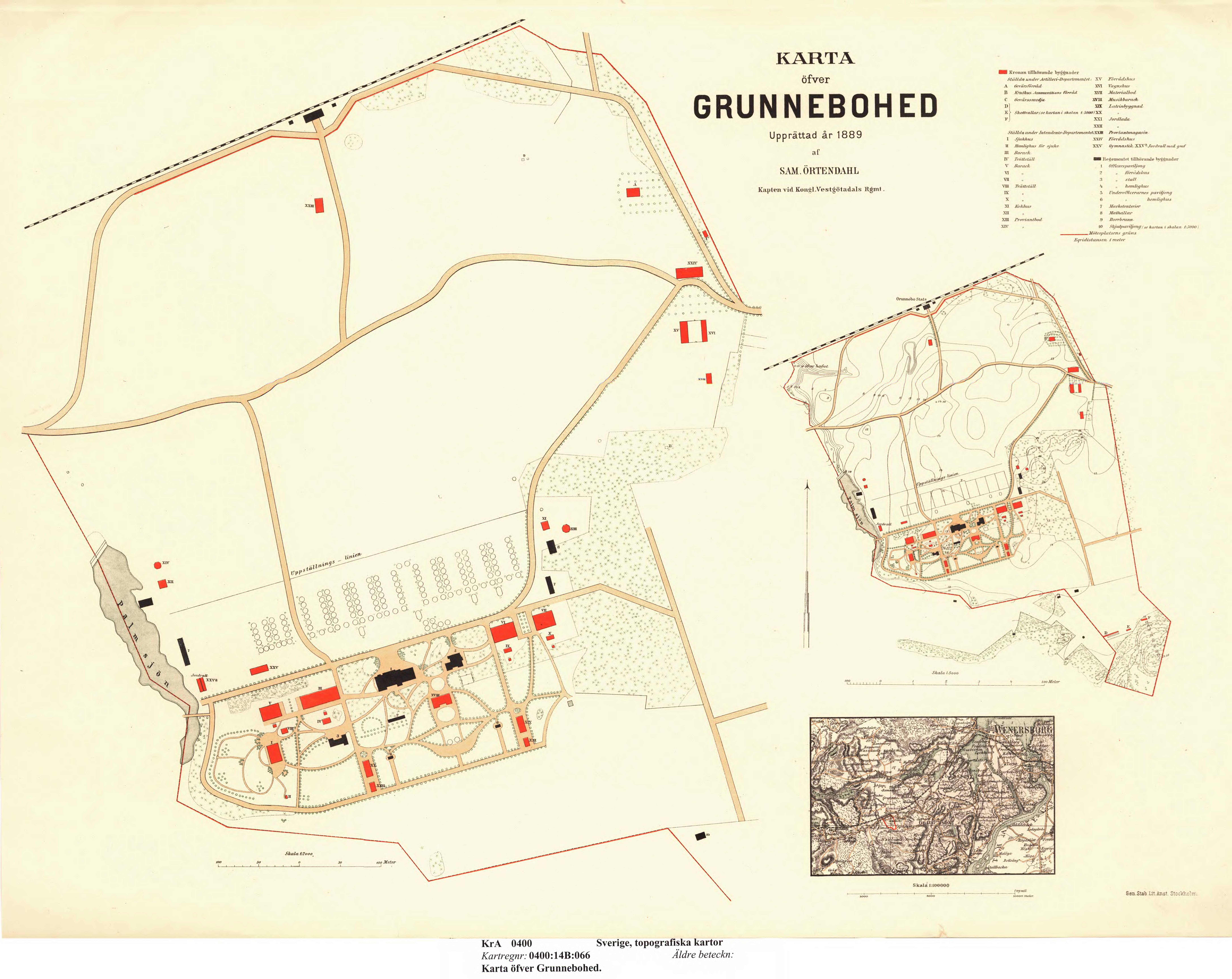
Karta över övningsområdet Grunnebohed år 1889

Grunnebo hed var en mötes- och lägerplats för Västgöta-Dals regemente åren 1863–1906 belägen i Grunnebo, Vänersborgs kommun.

## Historik
År 1863 togs mötes- och lägerplatsen i bruk, dit Västgöta-Dals regemente förlade sina möten och övningar, efter att tidigare ha använt Nygårdsängen som mötes- och lägerplats. Grunnebo hed byggdes ut allt eftersom och kom till sist omfatta ett 40-tal byggnader. År 1902 ombildades Västgöta-Dals regemente till Hallands regemente, vilket i sin tur skulle förläggas till Halmstads garnison. Den 27 september 1906 hölls en ceremoni över flytten och den 1 oktober 1906 flyttades den kvarvarande bataljonen till sitt nya kasernetablissement i Halmstad. Flera av byggnaderna såldes och flyttades, några följde med till Halland. Officersmässen flyttades till Lingome, Värö socken, som bostadshus kombinerat med lanthandel. Underofficersmässen flyttades till Stora gården i Veddige. Soldathemmet såldes och flyttades till Brålanda där det används av Svenska Missionskyrkan. År 1915 såldes marken till Västgöta-Dals-Bohus travklubb som ville bygga travbana. År 1920 reste försvaret den minnessten som finns intill riksväg 44. Någon travbana blev aldrig verklighet, istället köptes marken 1933 av Sommarhemsföreningen som anlades en dansbana och friluftsteater på marken. År 1945 upprättades ett interneringsläger på platsen för tysk militär. År 1948 sålde försvaret marken till Vänersborgs stad. År 2001 revs de byggnader som uppfördes i samband med att interneringslägret togs i bruk. År 2009 gjorde Västra Götalandsregionen en arkeologisk utredning, då fanns en musikpaviljong/stabsbyggnad, en barack, en sentida kanslibyggnad kvar.